# Szarki (Silésie)
Pour les articles homonymes, voir Szarki.
Szarki est une localité polonaise de la gmina de Krzepice, située dans le powiat de Kłobuck en voïvodie de Silésie.